# Klonoa: Door to Phantomile
Klonoa: Door to Phantomile é um jogo eletrônico produzido pela Namco estrelando Klonoa para PlayStation e Wii. A história se passa em Phantomile. Um gato chamado Klonoa descobre um anel na floresta e liberta Huepow que ajuda Klonoa e leva esse anel para casa. Mais adiante conhecem Baguji, um sábio, que dá conselhos a Klonoa e Huepow. Baguji também é um dos moradores de Breezegale. A continuação desse jogo é Klonoa Dos Ventos 2 Coisas que o Mundo quer esquecer.